# Дальма Мадл
Дальма Мадл, до шлюбу Неметі (угор. Mádl Dalma; 9 листопада 1932 — 22 жовтня 2021) — перша леді Угорщини з 2000 по 2005 рік (у шлюбі з президентом Ференцом Мадлом).
Дальма Неметі ародилася в 1932 році в Печі, і була четвертою дитиною в родині. Навчалася в середньої школи Patrona Hungariae у Будапешті. У 1951 році почала працювати в педіатричній лікарні міста Печ.
Через чотири роки одружилася з Ференцом Мадлом.
Була першою леді Угорщини з 2000 по 2005 рік.
Дальма Мадл померла в Будапешті у віці 88 років 22 жовтня 2021 року.